# 桑德米爾 (亞利桑那州)
桑德米爾（英語：Sand Mill）是位於美國亞利桑那州亞瓦派縣的一個非建制地區。該地的面積和人口皆未知。

## 地理
桑德米爾的座標為34°04′40″N 112°44′39″W / 34.07778°N 112.74417°W，而該地的平均海拔高度為806米（即2644英尺）。